# Edisto Glacier (glaciär i Antarktis, lat -72,45, long 169,88)
Edisto Glacier är en glaciär i Antarktis. Den ligger i Östantarktis. Nya Zeeland gör anspråk på området. Edisto Glacier ligger 48 meter över havet.
Terrängen runt Edisto Glacier är kuperad åt sydväst, men åt nordost är den bergig. Havet är nära Edisto Glacier åt nordost. Trakten är obefolkad. Det finns inga samhällen i närheten.